# Giro di Svizzera 1986
Il Giro di Svizzera 1986, cinquantesima edizione della corsa, si svolse dal 10 al 20 giugno su un percorso di 1 775 km ripartiti in 10 tappe e un cronoprologo, con partenza a Winterthur e arrivo a Zurigo. Fu vinto dallo statunitense Andrew Hampsten della La Vie Claire Wonder-Radar davanti al britannico Robert Millar e all'altro statunitense Greg LeMond.

## Tappe
| Tappa  | Data      | Percorso                                          | km   | Vincitore di tappa   | Leader cl. generale  |
| ------ | --------- | ------------------------------------------------- | ---- | -------------------- | -------------------- |
| Prol.  | 10 giugno | Winterthur > Winterthur (cron. individuale)       | 8    | Andrew Hampsten      | Andrew Hampsten      |
| 1ª     | 11 giugno | Winterthur > Winterthur                           | 178  | Urs Freuler          | Andrew Hampsten      |
| 2ª     | 12 giugno | Winterthur > Liestal                              | 136  | Gerrie Knetemann     | Andrew Hampsten      |
| 3ª     | 13 giugno | Liestal > Murten                                  | 218  | Paolo Rosola         | Andrew Hampsten      |
| 4ª     | 14 giugno | Murten > Innertkirchen                            | 256  | Erik Breukink        | Andrew Hampsten      |
| 5ª     | 15 giugno | Innertkirchen > Innertkirchen (cron. individuale) | 24   | Jean-Claude Leclercq | Jean-Claude Leclercq |
| 6ª     | 16 giugno | Innertkirchen > Visp                              | 222  | Franco Chioccioli    | Andrew Hampsten      |
| 7ª     | 17 giugno | Visp > Bellinzona                                 | 142  | Guy Nulens           | Andrew Hampsten      |
| 8ª     | 18 giugno | Bellinzona > Klosters                             | 226  | Guido Winterberg     | Andrew Hampsten      |
| 9ª     | 19 giugno | Klosters > Dornbirn                               | 195  | Eric Van Lancker     | Andrew Hampsten      |
| 10ª    | 20 giugno | Dornbirn > Zurigo                                 | 170  | Massimo Ghirotto     | Andrew Hampsten      |
| Totale | Totale    | Totale                                            | 1775 |                      |                      |

## Dettagli delle tappe

### Prologo
- 10 giugno: Winterthur > Winterthur (cron. individuale) – 8 km

| Pos. | Corridore       | Squadra       | Tempo  |
| ---- | --------------- | ------------- | ------ |
| 1    | Andrew Hampsten | La Vie Claire | 11'06" |
| 2    | Greg LeMond     | La Vie Claire | a 1"   |
| 3    | Niki Rüttimann  | La Vie Claire | a 7"   |

| Pos. | Corridore       | Squadra       | Tempo  |
| ---- | --------------- | ------------- | ------ |
| 1    | Andrew Hampsten | La Vie Claire | 11'06" |
| 2    | Greg LeMond     | La Vie Claire | a 1"   |
| 3    | Niki Rüttimann  | La Vie Claire | a 7"   |

### 1ª tappa
- 11 giugno: Winterthur > Winterthur – 178 km

| Pos. | Corridore      | Squadra       | Tempo    |
| ---- | -------------- | ------------- | -------- |
| 1    | Urs Freuler    | Atala-Ofmega  | 4h13'46" |
| 2    | Jörg Bruggmann | Cilo          | s.t.     |
| 3    | Greg LeMond    | La Vie Claire | s.t.     |

| Pos. | Corridore       | Squadra       | Tempo    |
| ---- | --------------- | ------------- | -------- |
| 1    | Andrew Hampsten | La Vie Claire | 4h24'52" |
| 2    | Greg LeMond     | La Vie Claire | a 2"     |
| 3    | Niki Rüttimann  | La Vie Claire | a 8"     |

### 2ª tappa
- 12 giugno: Winterthur > Liestal – 136 km

| Pos. | Corridore           | Squadra      | Tempo    |
| ---- | ------------------- | ------------ | -------- |
| 1    | Gerrie Knetemann    | PDM          | 4h07'43" |
| 2    | Sean Kelly          | KAS-Canal 10 | s.t.     |
| 3    | Giuseppe Calcaterra | Atala-Ofmega | s.t.     |

| Pos. | Corridore       | Squadra       | Tempo    |
| ---- | --------------- | ------------- | -------- |
| 1    | Andrew Hampsten | La Vie Claire | 8h32'35" |
| 2    | Greg LeMond     | La Vie Claire | a 2"     |
| 3    | Niki Rüttimann  | La Vie Claire | a 8"     |

### 3ª tappa
- 13 giugno: Liestal > Murten – 218 km

| Pos. | Corridore      | Squadra       | Tempo    |
| ---- | -------------- | ------------- | -------- |
| 1    | Paolo Rosola   | Sammontana    | 5h26'05" |
| 2    | Greg LeMond    | La Vie Claire | s.t.     |
| 3    | Johan Lammerts | Vini Ricordi  | s.t.     |

| Pos. | Corridore       | Squadra       | Tempo     |
| ---- | --------------- | ------------- | --------- |
| 1    | Andrew Hampsten | La Vie Claire | 13h58'40" |
| 2    | Greg LeMond     | La Vie Claire | a 2"      |
| 3    | Niki Rüttimann  | La Vie Claire | a 8"      |

### 4ª tappa
- 14 giugno: Murten > Innertkirchen – 256 km

| Pos. | Corridore         | Squadra   | Tempo    |
| ---- | ----------------- | --------- | -------- |
| 1    | Erik Breukink     | Panasonic | 6h35'20" |
| 2    | Pedro Delgado     | PDM       | a 9"     |
| 3    | Franco Chioccioli | Ecoflam   | a 15"    |

| Pos. | Corridore       | Squadra       | Tempo     |
| ---- | --------------- | ------------- | --------- |
| 1    | Andrew Hampsten | La Vie Claire | 20h34'15" |
| 2    | Greg LeMond     | La Vie Claire | a 2"      |
| 3    | Niki Rüttimann  | La Vie Claire | a 8"      |

### 5ª tappa
- 15 giugno: Innertkirchen > Innertkirchen (cron. individuale) – 24 km

| Pos. | Corridore            | Squadra       | Tempo  |
| ---- | -------------------- | ------------- | ------ |
| 1    | Jean-Claude Leclercq | KAS-Canal 10  | 51'57" |
| 2    | Andrew Hampsten      | La Vie Claire | a 32"  |
| 3    | Robert Millar        | Panasonic     | a 53"  |

| Pos. | Corridore            | Squadra       | Tempo     |
| ---- | -------------------- | ------------- | --------- |
| 1    | Jean-Claude Leclercq | KAS-Canal 10  | 21h26'37" |
| 2    | Andrew Hampsten      | La Vie Claire | a 7"      |
| 3    | Robert Millar        | Panasonic     | a 1'00"   |

### 6ª tappa
- 16 giugno: Innertkirchen > Visp – 222 km

| Pos. | Corridore         | Squadra       | Tempo    |
| ---- | ----------------- | ------------- | -------- |
| 1    | Franco Chioccioli | Ecoflam       | 6h19'54" |
| 2    | Greg LeMond       | La Vie Claire | s.t.     |
| 3    | Robert Millar     | Panasonic     | s.t.     |

| Pos. | Corridore       | Squadra       | Tempo     |
| ---- | --------------- | ------------- | --------- |
| 1    | Andrew Hampsten | La Vie Claire | 27h46'38" |
| 2    | Robert Millar   | Panasonic     | a 53"     |
| 3    | Greg LeMond     | La Vie Claire | a 1'21"   |

### 7ª tappa
- 17 giugno: Visp > Bellinzona – 142 km

| Pos. | Corridore       | Squadra   | Tempo    |
| ---- | --------------- | --------- | -------- |
| 1    | Guy Nulens      | Panasonic | 3h57'19" |
| 2    | Henk Lubberding | Panasonic | s.t.     |
| 3    | Daniel Wyder    | Hitachi   | s.t.     |

| Pos. | Corridore       | Squadra       | Tempo     |
| ---- | --------------- | ------------- | --------- |
| 1    | Andrew Hampsten | La Vie Claire | 31h45'18" |
| 2    | Robert Millar   | Panasonic     | a 53"     |
| 3    | Greg LeMond     | La Vie Claire | a 1'21"   |

### 8ª tappa
- 18 giugno: Bellinzona > Klosters – 226 km

| Pos. | Corridore        | Squadra       | Tempo    |
| ---- | ---------------- | ------------- | -------- |
| 1    | Guido Winterberg | La Vie Claire | 6h47'10" |
| 2    | Phil Anderson    | Panasonic     | a 3'25"  |
| 3    | Godi Schmutz     | Cilo          | a 3'27"  |

| Pos. | Corridore       | Squadra       | Tempo     |
| ---- | --------------- | ------------- | --------- |
| 1    | Andrew Hampsten | La Vie Claire | 38h39'40" |
| 2    | Robert Millar   | Panasonic     | a 53"     |
| 3    | Greg LeMond     | La Vie Claire | a 1'21"   |

### 9ª tappa
- 19 giugno: Klosters > Dornbirn – 195 km

| Pos. | Corridore        | Squadra   | Tempo    |
| ---- | ---------------- | --------- | -------- |
| 1    | Eric Van Lancker | Panasonic | 5h17'36" |
| 2    | Pedro Delgado    | PDM       | a 30"    |
| 3    | Michael Wilson   | Ecoflam   | a 51"    |

| Pos. | Corridore       | Squadra       | Tempo     |
| ---- | --------------- | ------------- | --------- |
| 1    | Andrew Hampsten | La Vie Claire | 41h00'24" |
| 2    | Robert Millar   | Panasonic     | a 53"     |
| 3    | Greg LeMond     | La Vie Claire | a 1'21"   |

### 10ª tappa
- 20 giugno: Dornbirn > Zurigo – 170 km

| Pos. | Corridore        | Squadra      | Tempo    |
| ---- | ---------------- | ------------ | -------- |
| 1    | Massimo Ghirotto | Carrera      | 4h19'52" |
| 2    | Mario Noris      | Atala-Ofmega | s.t.     |
| 3    | Jörg Bruggmann   | Cilo         | a 45"    |

| Pos. | Corridore       | Squadra       | Tempo     |
| ---- | --------------- | ------------- | --------- |
| 1    | Andrew Hampsten | La Vie Claire | 48h24'12" |
| 2    | Robert Millar   | Panasonic     | a 53"     |
| 3    | Greg LeMond     | La Vie Claire | a 1'21"   |

## Classifiche finali

### Classifica generale
| Pos. | Corridore            | Squadra          | Tempo     |
| ---- | -------------------- | ---------------- | --------- |
| 1    | Andrew Hampsten      | La Vie Claire    | 48h24'12" |
| 2    | Robert Millar        | Panasonic        | a 53"     |
| 3    | Greg LeMond          | La Vie Claire    | a 1'21"   |
| 4    | Urs Zimmermann       | Carrera-Inoxpran | a 1'34"   |
| 5    | Franco Chioccioli    | Ecoflam          | a 3'34"   |
| 6    | Pedro Delgado        | PDM-Ultima       | a 7'34"   |
| 7    | Stefan Brykt         | Sammontana       | a 8'28"   |
| 8    | Godi Schmutz         | Cilo-Aufina      | a 9'25"   |
| 9    | Jean-Claude Leclercq | KAS-Canal 10     | a 11'18"  |
| 10   | Jörg Müller          | KAS-Canal 10     | a 12'00"  |